# Новогард
Новогард (пољ. Nowogard) је град у Пољској у Војводству Западно Поморје у Повјату голењовском. Према попису становништва из 2011. у граду је живело 17.021 становника.

## Становништво
Према прелиминарним подацима са пописа, у граду је 2011. живело 17.021 становника.
| 2002.  | 2011.  | 2012.  |
| ------ | ------ | ------ |
| 16.804 | 17.021 | 16.974 |

## Партнерски градови
- Гицков